# 长花流苏树
长花流苏树（学名：Chionanthus longiflorus），原为长花李榄，为木犀科流苏树属下的一个种。产于中国云南。生长在山坡林中，海拔约1700米。模式标本采自云南龙陵。